# カツ丼
カツ丼（カツどん）は、丼鉢に盛った飯の上にカツを乗せた日本の丼料理である。

## 概要
最も一般的とされるカツ丼のスタイルは「とんカツに玉ねぎ等の具を加え、甘辛い汁（＝割下）で煮込み、鶏卵でとじて丼飯の上に汁ごとかけたもの」である。単に「カツ丼」と呼んだ場合は、一部地域（特に福井県、山梨県、群馬県、岡山県、沖縄県、長野県の南部）を除いてこの形態を基本とする。
日本全国で提供されている豚カツを卵とじにした料理のほか、タレや餡、ソースなどをかけたり浸み込ませたりした豚カツその他のカツレツを用いた丼料理が、ご当地グルメや独自商品として各地で販売されている。ご当地グルメの場合、「○○カツ丼」のように地域名や特徴を冠して呼ぶのが通例である。
多くの場合、カツ丼のカツにはトンカツを使用するが、牛カツ（ビーフカツ）、チキンカツ、メンチカツ、海老カツといったカツを使用したカツ丼も存在し、それぞれ、「ビーフカツ丼」、「チキンカツ丼（卵綴じ限定で「親子カツ丼」と別呼称される）」などと呼ばれ、牛肉料理や鶏肉料理の専門店では、これらを単に「カツ丼」と呼ぶこともある。
とんかつ専門店のほか、一般の食堂やレストラン、そば屋、うどん屋、弁当屋など、さまざまな場所で提供される和食、日本料理である。
カツ丼は丼物の中でも人気上位にランクされており、外国人にも受け入れられやすい日本食の一つである。

## 歴史

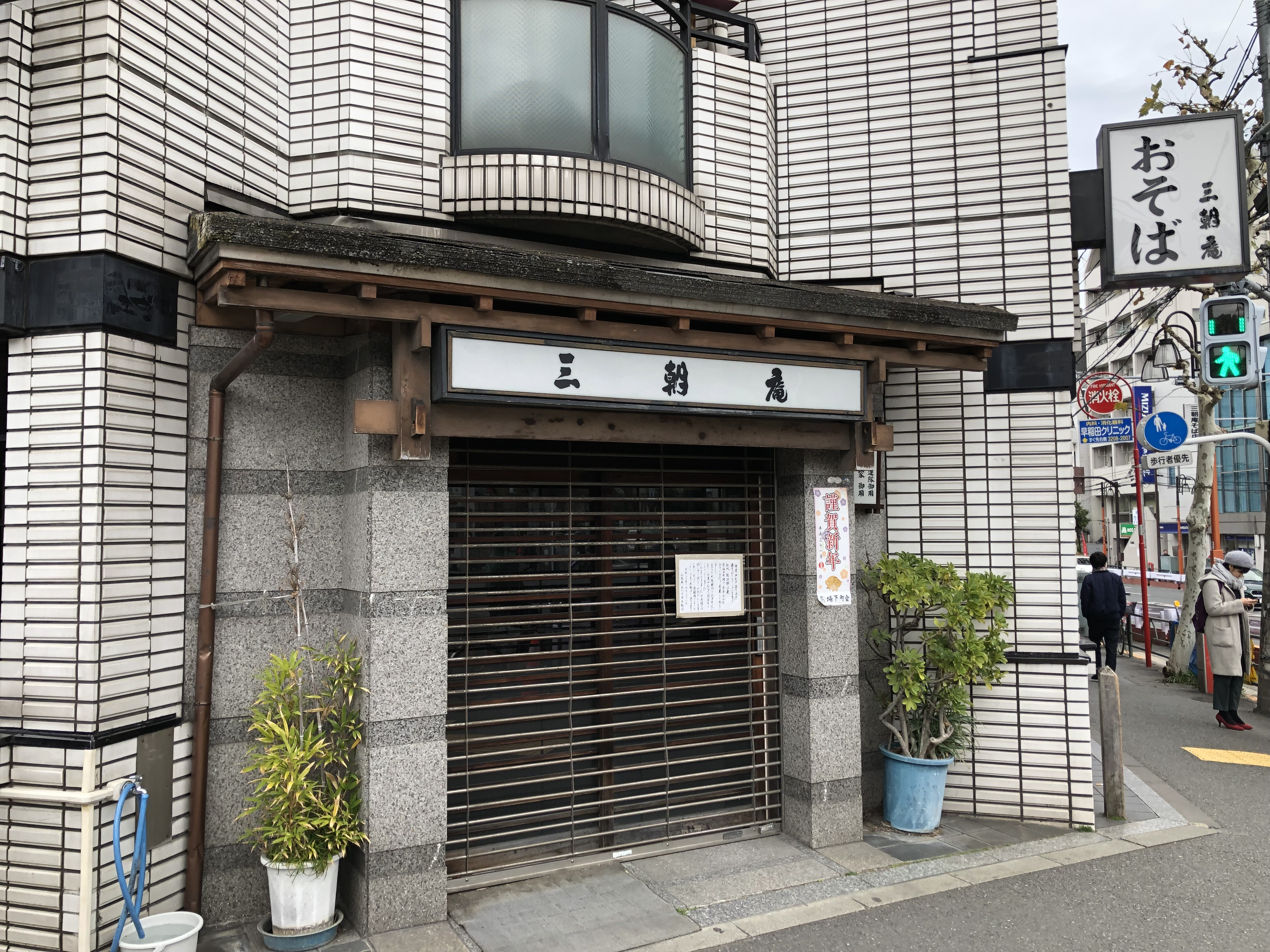
カツ丼発祥の地との説がある三朝庵

カツ丼の起源については、「1995年9月付けの地方紙『山梨日日新聞』に、明治30年代後半には甲府のそばの老舗「奥村本店」でカツ丼が提供されていた、という記事が掲載された」との記事があり、執筆者は関係者への聞き取りをしたうえで、「少なくとも明治30年代後半には甲府にカツ丼が存在していたということになる」と主張している。このため、現時点で確認されている情報では甲府説が最古と見なされている。
このほか、福井県出身の高畠増太郎が、料理研究留学先のドイツから帰国後、東京市牛込区（現・東京都新宿区）早稲田鶴巻町の早稲田大学前に店を構え、1913年（大正2年）に東京で開かれた料理発表会で初披露したとの説がある。これ以外にも1921年に早稲田高等学院の学生・中西敬二郎が考案したという説、同じく1921年に大阪で卵とじのカツ丼が登場したとする説がよく知られる。中西を発案者とする説の舞台は、早稲田大学近くにあった蕎麦店「三朝庵（さんちょうあん）」である。同店で大正時代、宴会のキャンセルで余ることがあった豚カツを冷めても美味しく食べられるように「卵でとじたらどうか」と提案したと伝えられるが、中西が考案したカツ丼は、卵とじではなくウスターソースをかけるものであったという説もある。

## 味付けの種類

### 卵とじ

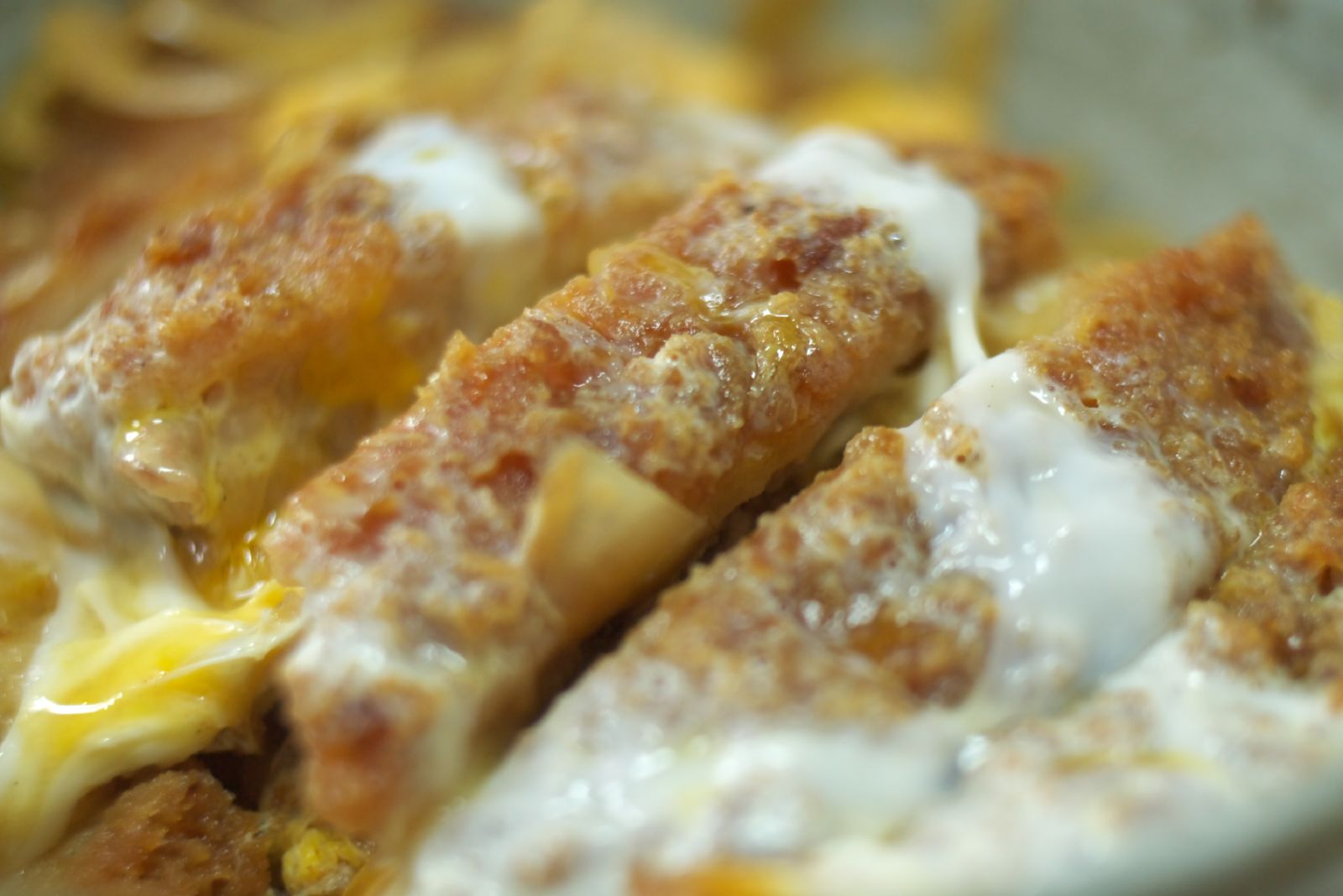
豚カツが鶏卵でとじられている様子

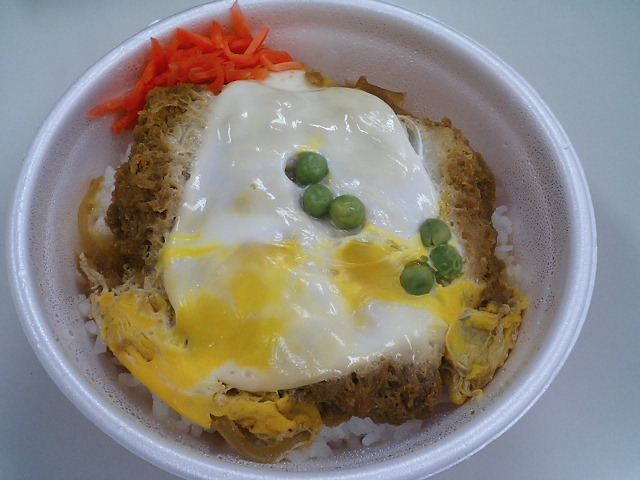
カツ丼のテイクアウト

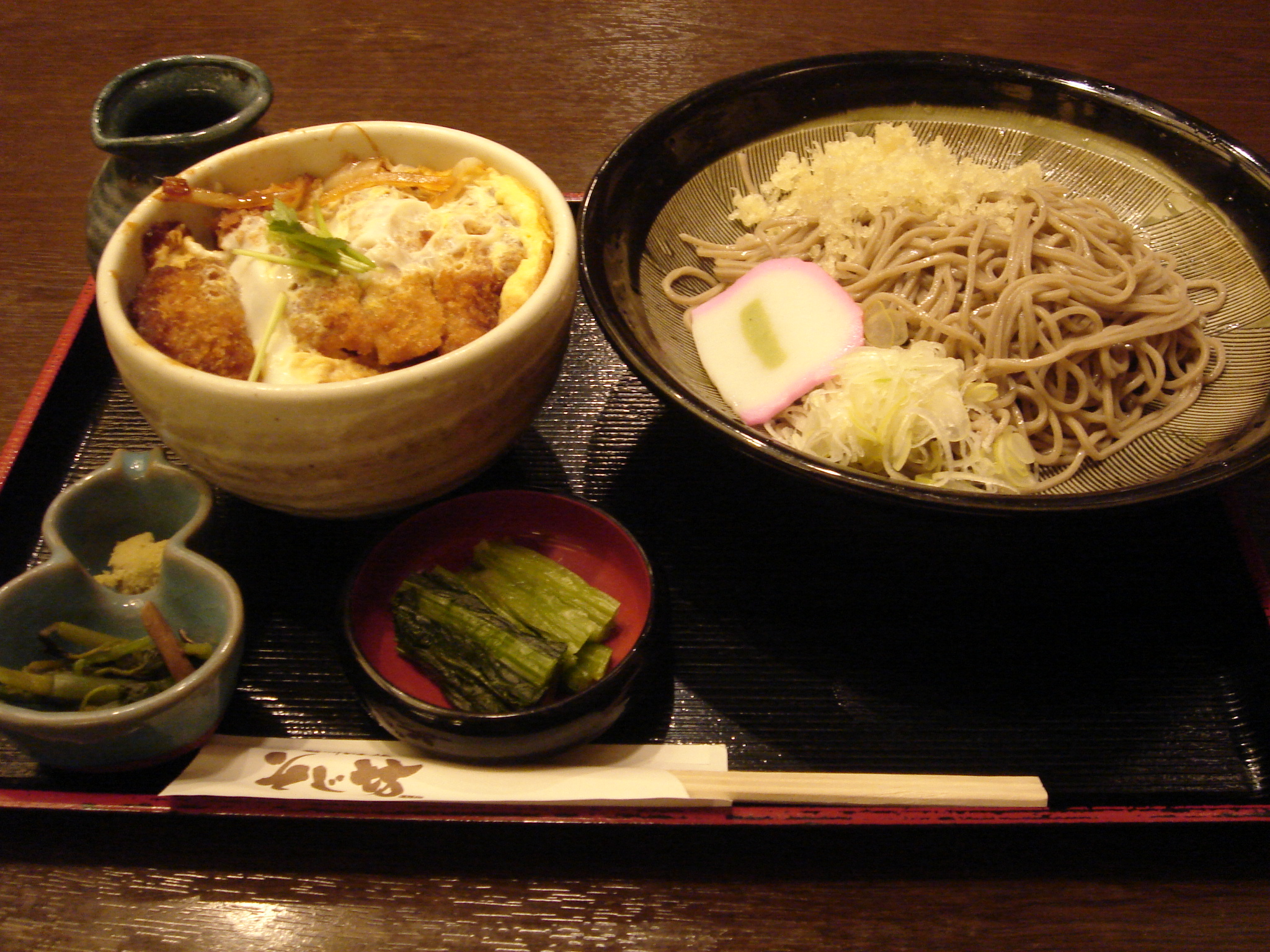
蕎麦屋のカツ丼定食

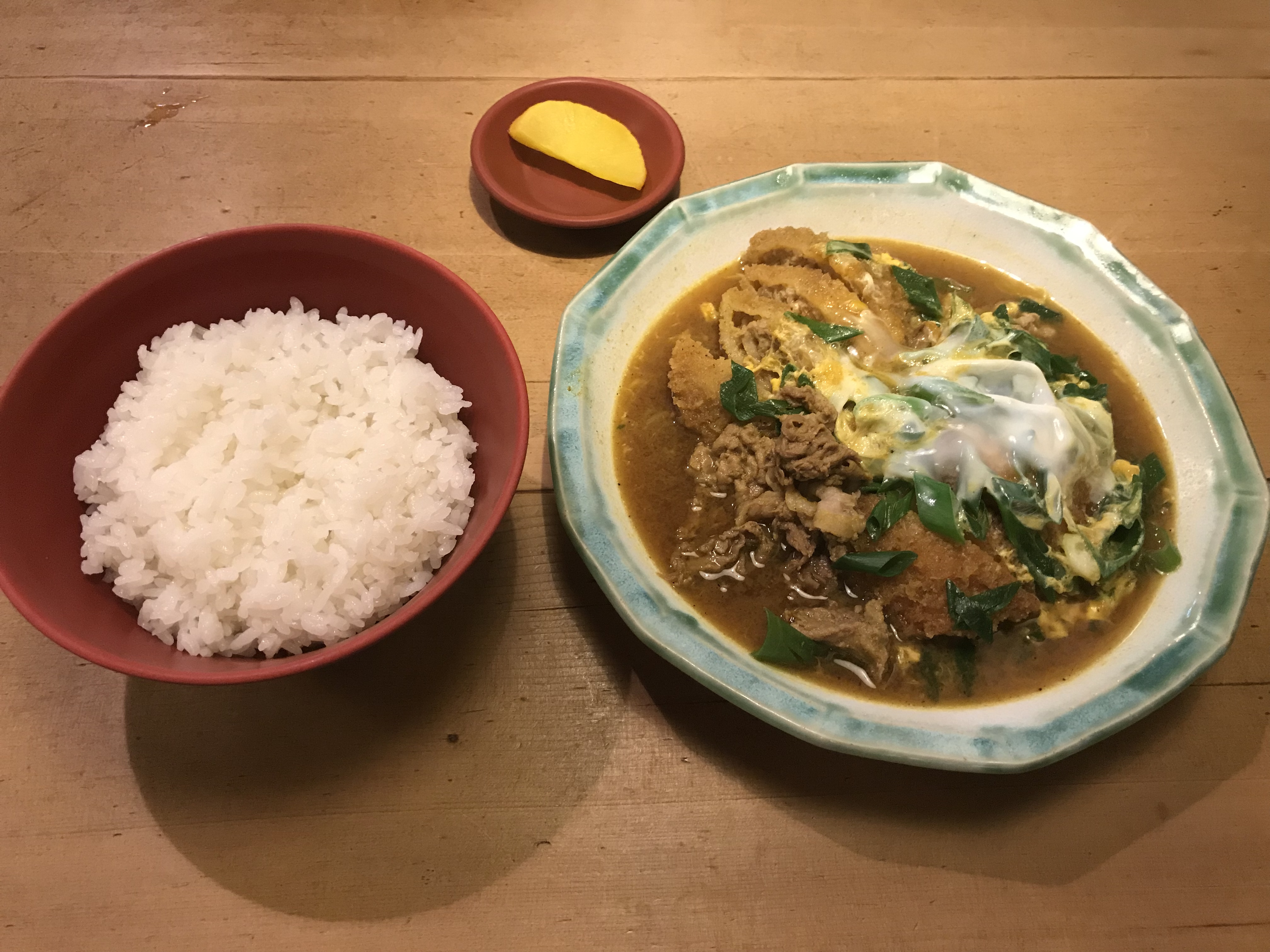
カレー味のカツとじ（大阪・高槻にて）

卵とじの調理にはカツ丼用鍋（親子鍋）を使用し、玉子丼や親子丼と同様に、切り分けた豚カツをタマネギなどとともに出汁と醤油、砂糖などを合わせた割下で煮て、鶏卵の溶き卵でとじる。調理した豚カツを返してから丼飯の上に載せる場合、食感を残すためにタマネギだけを卵で閉じ、最後に揚げたてのカツを載せて仕上げる場合もある。蕎麦つゆのかえしを豚カツを煮る割下に転用できることから、蕎麦屋などで蕎麦と共に供されることも多い。仕上げにミツバやグリーンピース、刻み海苔などが散らされるのが一般的である。
卵とじカツ丼の変種には以下のようなものがある。
カツ重
器を重箱にしたもの。弁当屋、スーパーマーケット、コンビニエンスストアなどではプラスチックの四角い容器が用いられる。
カツ煮、カツとじ、カツ皿
卵で綴じたカツだけを皿に盛った料理。一般に「カツ煮定食」として別盛りの御飯と共に提供される。カツ丼の上の部分であることから「アタマ」という符牒で呼ばれ、「アタマライス」「かつ頭定食」などと称する店もある。
煮カツ丼
卵とじカツ丼の山梨県や新潟県における呼称。醤油味かつ玉子とじである一般的なカツ丼によく類似する。やや煮込み時間が長く、カツの衣はとろける状態になっている。
煮込みソースカツ丼
福島県会津若松市にはソースで煮込んだカツを卵とじにした「煮込みソースカツ丼」を提供する店がある。このソースはソースかつ丼にも用いるこの店のオリジナルで、市販もされている。
かけかつ丼
揚げたての煮込まないカツの上に、割下で煮たたまねぎを溶き卵で半熟にとじたものを載せるスタイル。かけかつ丼という名称は東京四谷の老舗店が用いているものだが、大手外食企業が展開するとんかつチェーンの中にも同様なカツ丼を提供しているところがある。
とじないカツ丼、焼きカツ丼
かけかつ丼の逆で、ご飯に半熟の卵とじ（卵焼き）を載せ、その上に揚げたての煮込まないカツ（予め低温調理された分厚いカツが用いられることが多い）を載せ、その上からタレをかけたもの。カツ丼でありながら衣がクリスピーな状態で提供され、生卵や薬味などで味の変化を楽しむことが出来る。2022年頃から急速に広まり、特に高価格帯のメニューとして提供される。

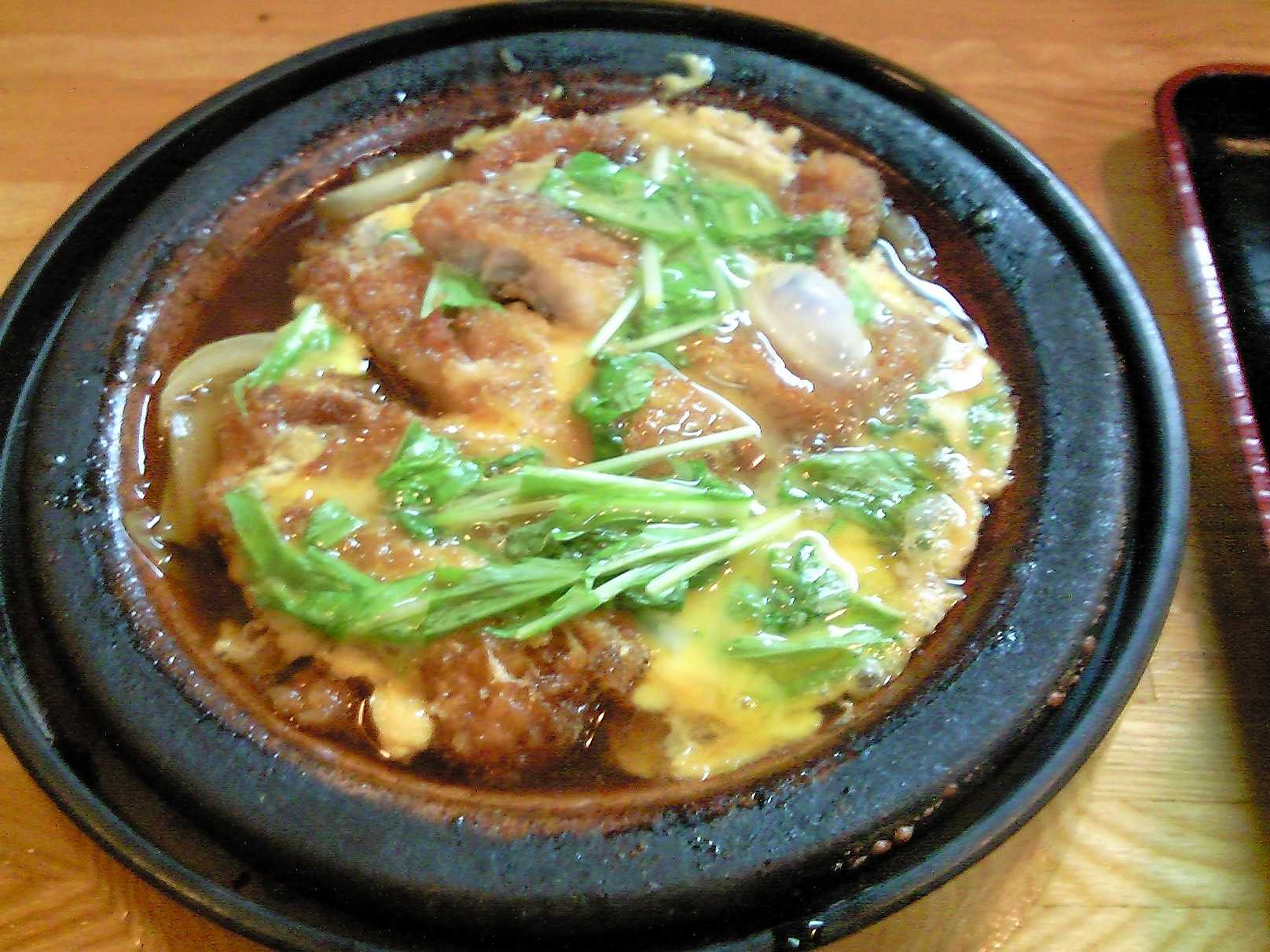
カツ煮
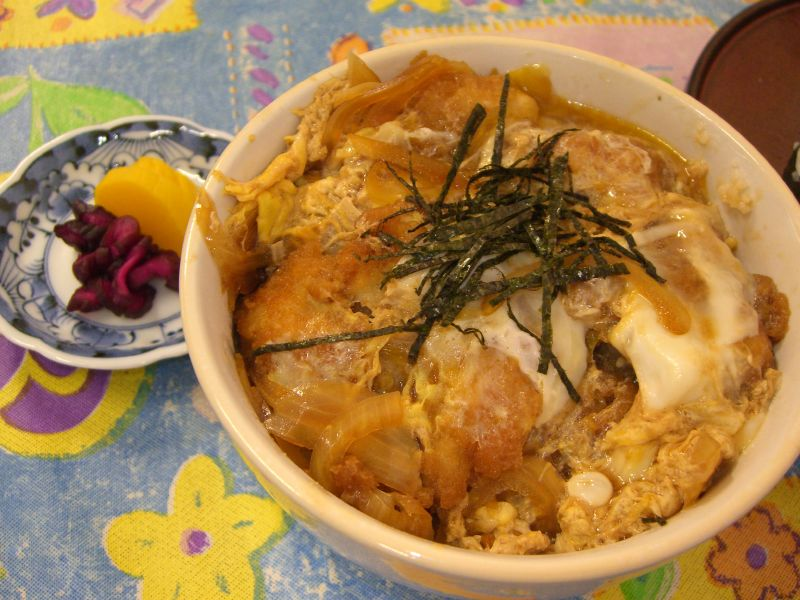
チキンカツを使用した「親子カツ丼」
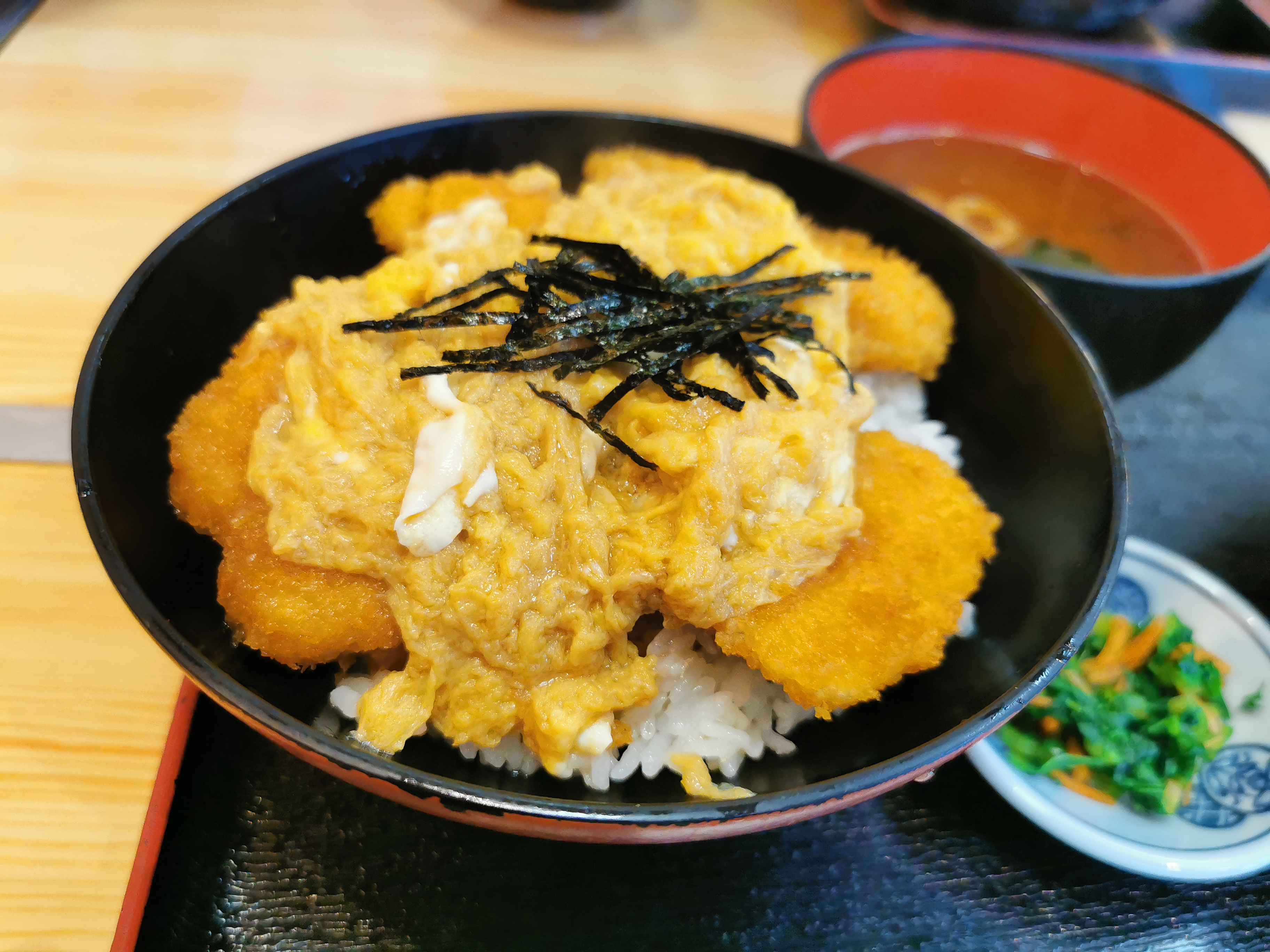
かけかつ丼

### ソース
ウスターソース（とんかつソースに代表される濃厚ソースを含む）などで味付けするスタイルのカツ丼で、他と区別するために「ソースカツ丼」と呼ばれる。
味付け方法は複数の様式があり、上からソースをかけるもの、ソースを入れた容器にカツを漬けるもの、ソースで煮込むものなどがあり、店舗によっても異なる。豚カツの付け合せとして一般的な千切りキャベツを取り入れて、千切りキャベツを敷いた丼飯の上にトンカツを盛り付ける様式の地域や店もある。
福井県、山梨県甲府市などの地域では、単に「カツ丼」と呼ぶとソースカツ丼を指しており、卵とじのカツ丼は「卵カツ丼」「上カツ丼」「煮カツ丼」などと呼び別の料理とされている。
記録として残されている限りにおいては、早稲田大学向かいの鶴巻町にあった洋食店「ヨーロッパ軒」の初代・高畠増太郎が1913年に東京の料理発表会で披露し、同年より提供を開始したというものが最古である。これ以外に「大正10（1922）年2月、早稲田高等学院の学生・中西敬二郎が考案した、というのが定説である」という記述もみられるが、時系列的に10年近い隔たりがあるため、これを元祖とするには無理がある。
豚カツをウスターソースで味付けする事は日本全国で一般的であり、これを丼飯に載せて「カツ丼」とする店は各地に点在している。「誕生のきっかけ」とされるエピソードに明確な資料も少ないため、複数の地域が発祥を主張し、長野県駒ヶ根市と伊那市のように市長すらも加わった論戦に発展する事例もある。
他にも、群馬県桐生市、群馬県前橋市、長野県駒ヶ根市、岩手県一関市、福島県会津若松市、山梨県甲府市などが、それぞれ独自の発祥を主張している。
甲府周辺で提供される「カツ丼」（ご飯の上に切ったトンカツと千切りキャベツが乗ったもの）はソースがかかっていない状態で供されるため「ソースカツ丼」に分類される事に抵抗のある地元民も少なくない。勿論殆どの人はソース（ウスターが多い、というより卓上にウスターソースと醤油しかない店が多い）をかけて食すが、当然「かけない」自由もある。

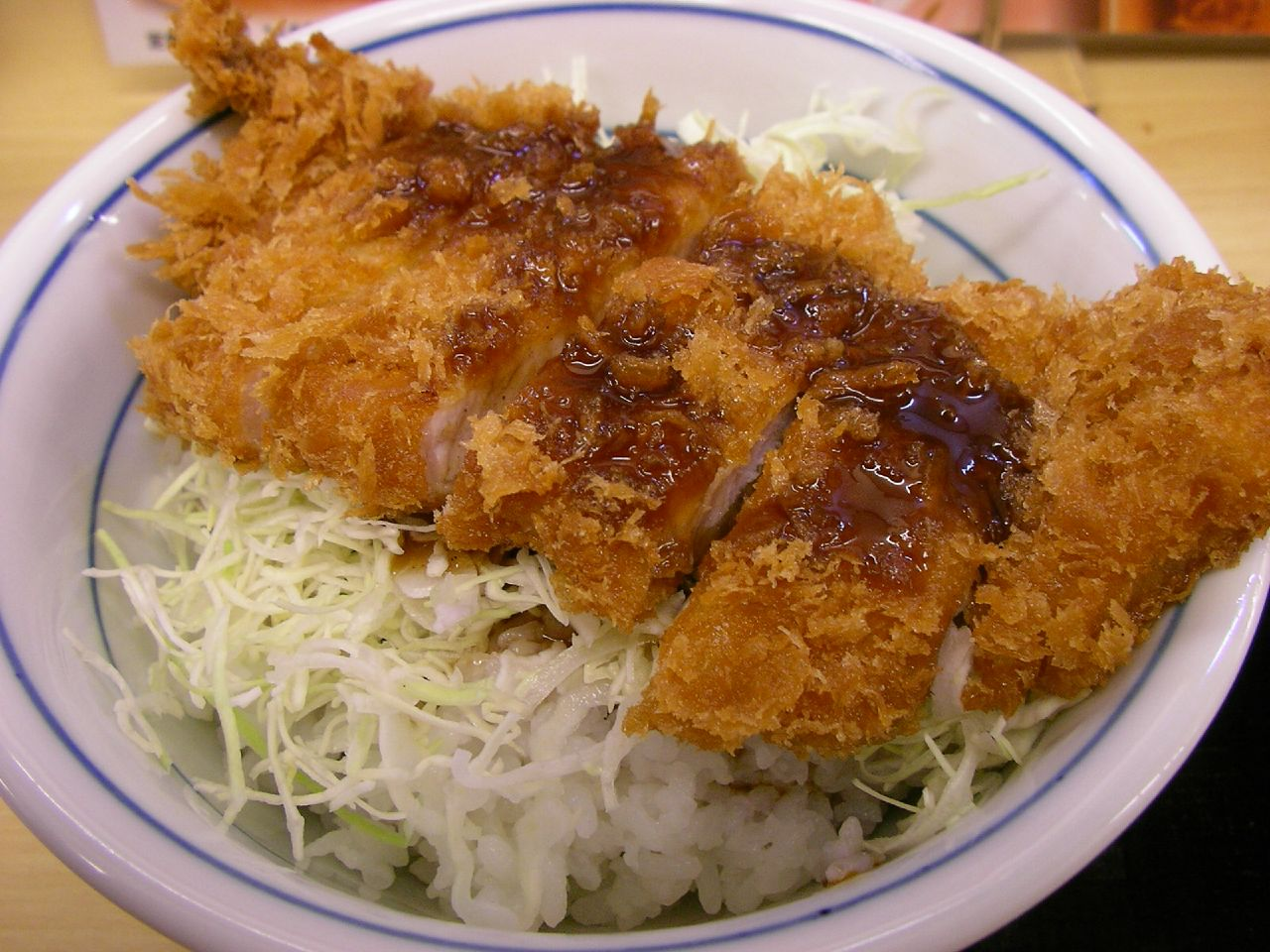
とんかつソースをかけたカツを丼飯に載せたもの
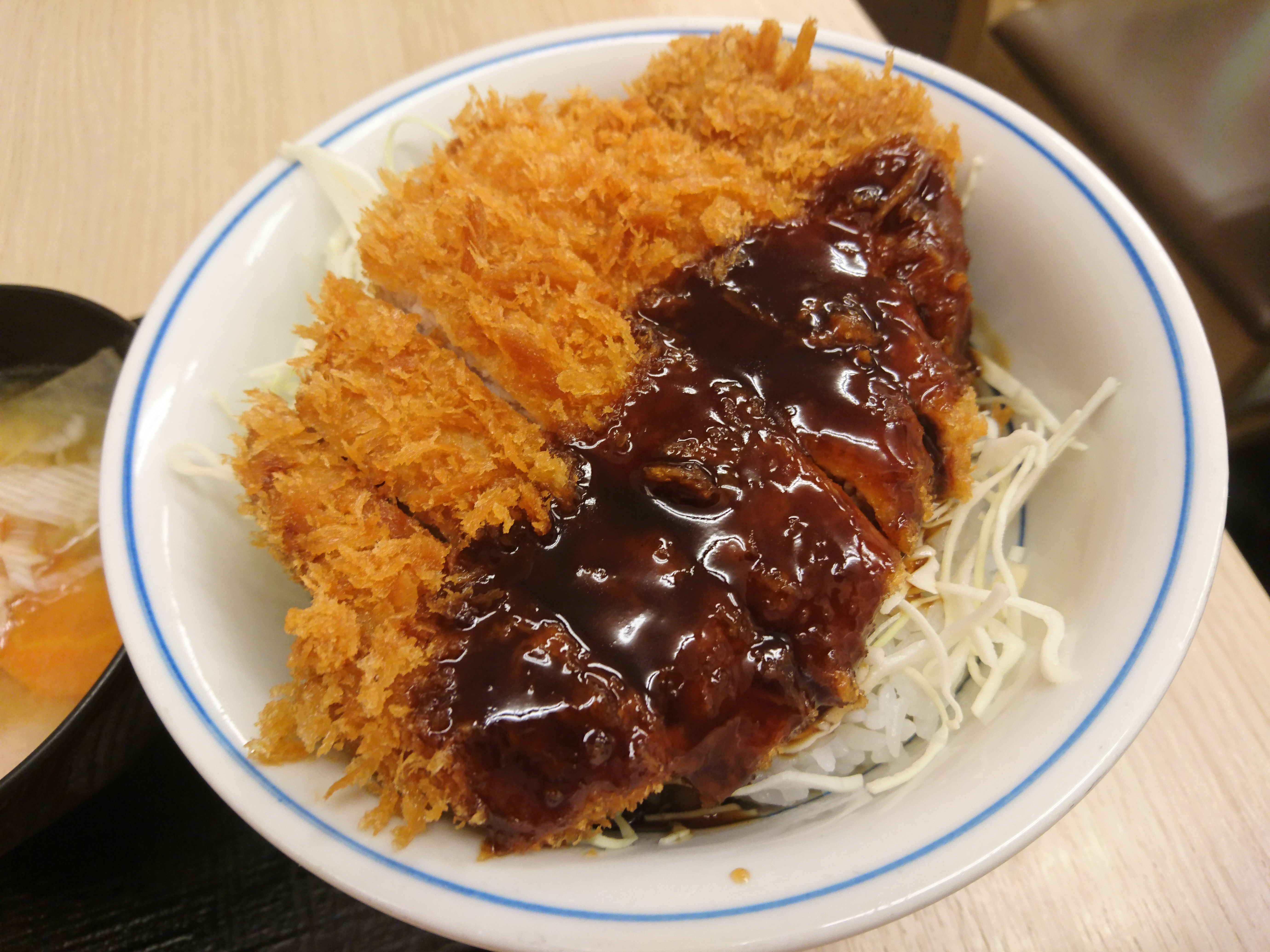
とんかつソースをかけたカツを丼飯に載せたもの
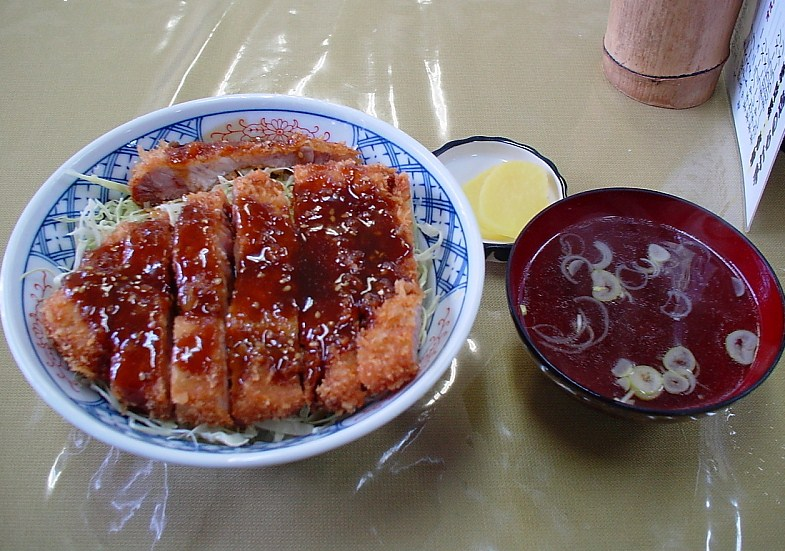
濃口ソースのかかったカツを丼飯に載せたもの（福島県）
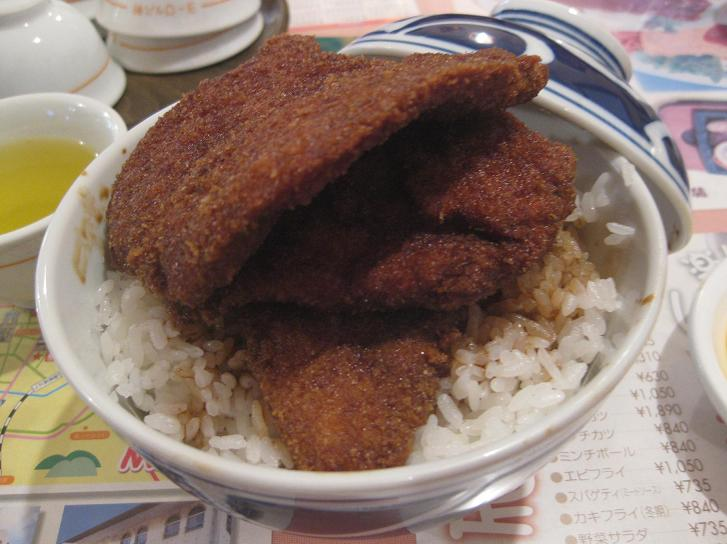
ウスターソースに浸したカツを丼飯に載せたもの（福井県・敦賀ヨーロッパ軒本店）

### ドミグラスソース
ドミグラスソース（あるいはドミグラス風のソース）をかけたスタイルのカツ丼。ドミグラスソースは「ソース」ではあるが「ソースカツ丼」とは呼ばない。
岡山県岡山市のものが「デミカツ丼」（おかやまデミカツ丼）の名前でご当地グルメとして広まっている。丼飯にキャベツを敷いた上に豚カツを載せて、ドミグラス風のソースをかけた料理が「カツ丼」として提供される。グリーンピースや生卵をのせて出す店もある。取り扱う店舗にラーメン店が多いことから、本来の（フランス料理に用いる、牛肉と野菜の出汁をベースとした）ドミグラスソースではなく、中華スープ、煮干し出汁などをベースにしたドミグラス風のソースを用いる店もあるなど、様々である。
岐阜県土岐市には、ドミグラスソースやハヤシライス用のソースに、ケチャップ、醤油、和風だしなどを合わせたタレをかけた「てりカツ丼」というメニューがある。
広島県呉市には平皿に盛ったライスの上にビーフカツを載せてドミグラス風のソースをかけたものを「カツ丼」として提供する老舗洋食店がある。
大阪市内の一部地域や島根県松江市、愛媛県今治市などでは、平皿に盛ったライスの上にビーフカツやとんかつを乗せてドミグラス風のソースをかけたものを「カツライス」と呼んでいる。
兵庫県加古川市の「かつめし」はカツライスとも呼ばれ、主として牛肉のカツを用い、上からかけるドミグラス風のソースのことを「たれ」と呼ぶ。丼でなく平皿にのせて提供される。
福岡県大牟田市の2004年まで存在したデパート「松屋」の食堂では、「洋風カツ丼」という名称で豚肉のカツを用いた料理が提供されていた。現在は大牟田市のバックアップで「おおむた洋風かつ丼」という名称で14店で提供されており、地域おこしの名産となっている。
新潟県長岡市でも、「洋風カツ丼」という名称で豚肉のカツを用いた料理が提供されているが、ソースはドミグラスソースの他に、ケチャップベースのものもある。
北海道根室市を中心にした地域にみられる「エスカロップ」は、とんかつをケチャップライス（またはバターライス）に乗せてドミグラス風のソースをかけ、平皿で提供される。

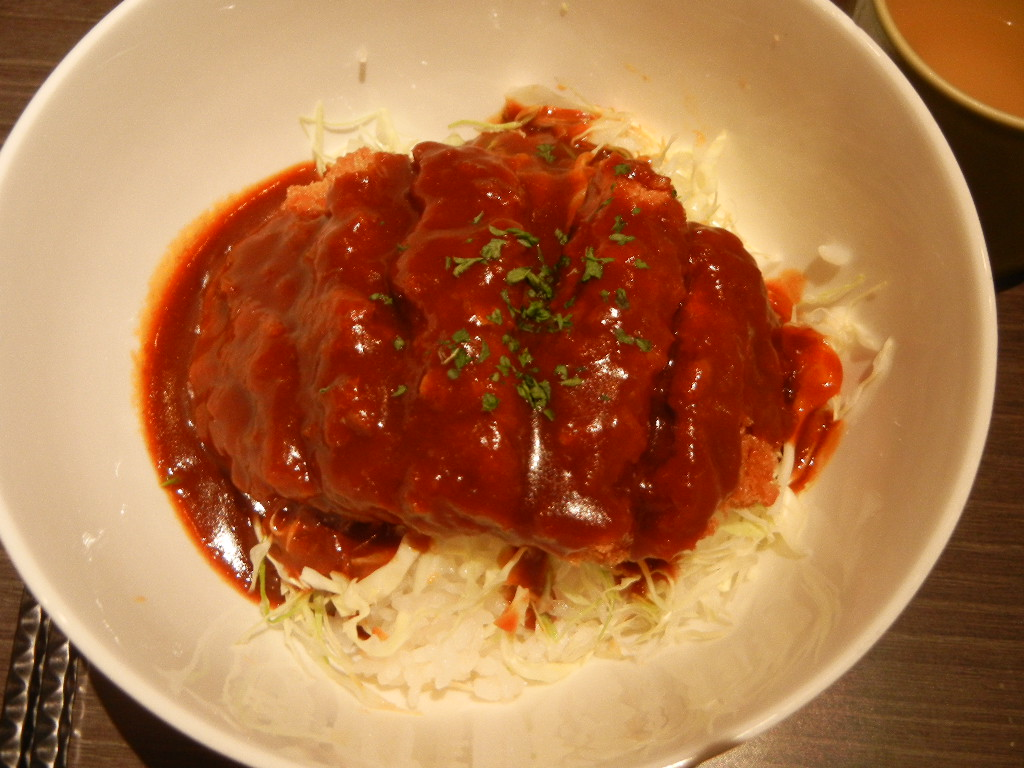
岡山市のドミカツ丼
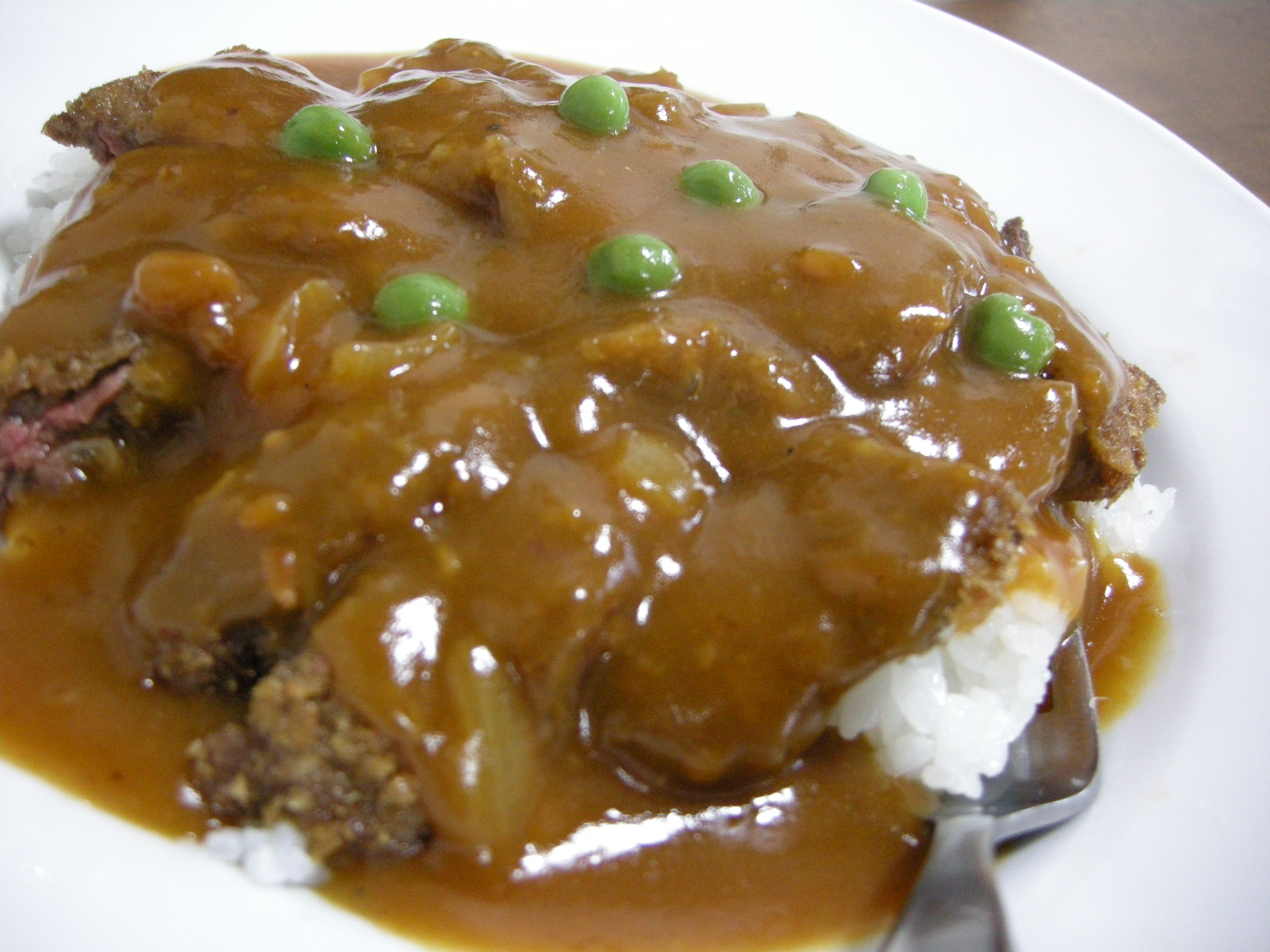
広島県呉市のカツ丼
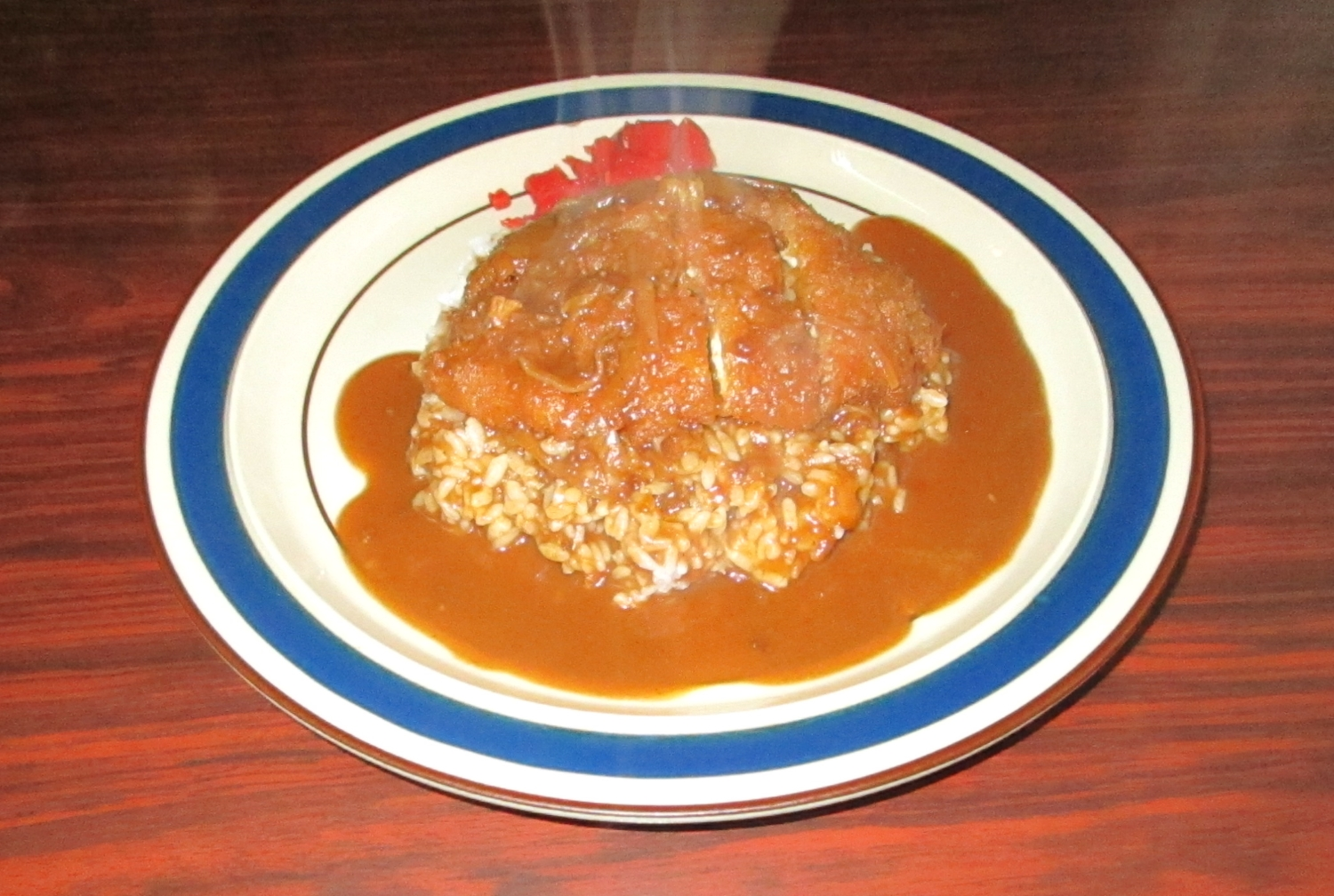
大阪市のカツライス
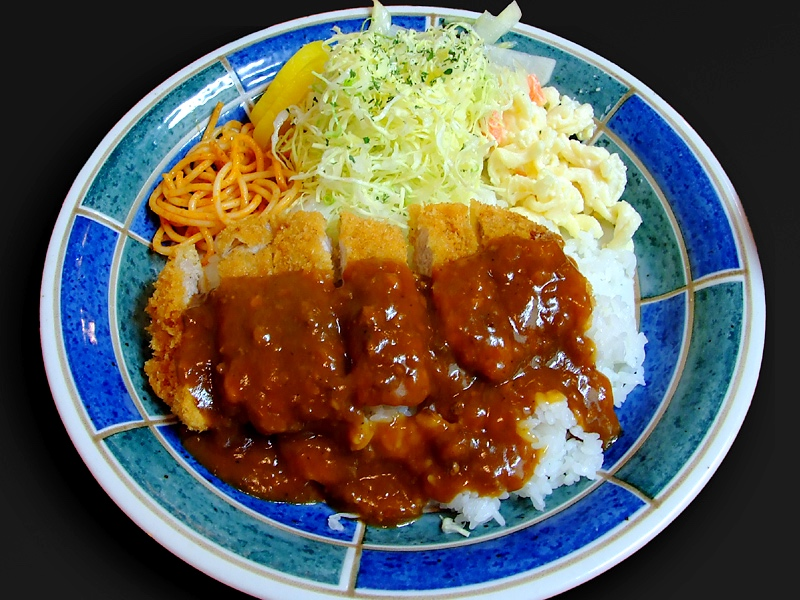
新潟県長岡市の洋風カツ丼（ドミグラスソース）
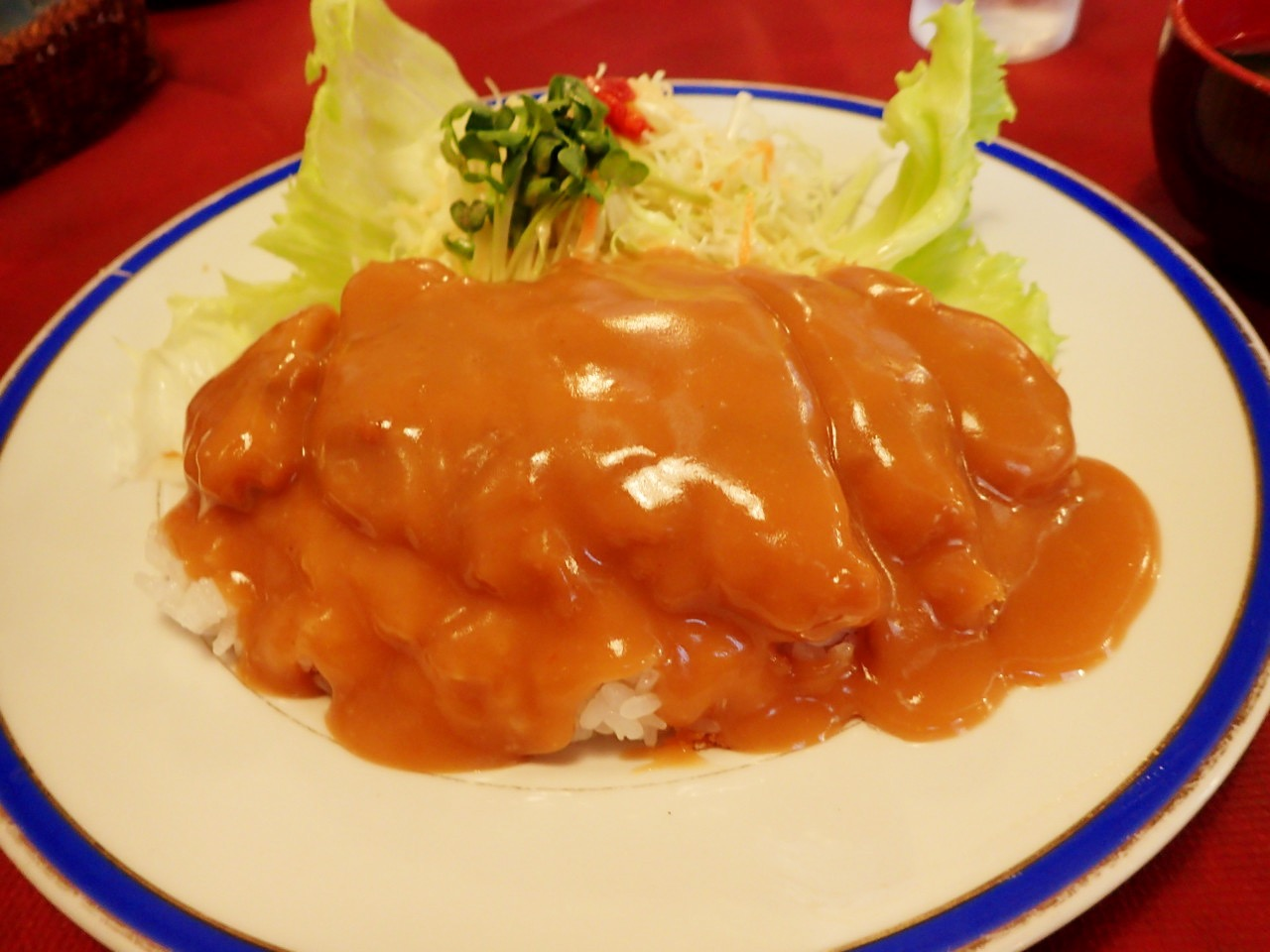
新潟県長岡市の洋風カツ丼（ケチャップベース）

### 醤油
豚カツを醤油味のタレで味付けして丼飯の上に乗せるスタイルのカツ丼で、新潟市の「タレカツ丼」、「醤油だれカツ丼」、群馬県下仁田町の「下仁田カツ丼」、埼玉県小鹿野町の「わらじかつ丼」等が代表例である。
北海道訓子府町では1935年より、飯の上に海苔を敷いてカツを乗せタレをかける「訓子府たれカツ丼」が存在し、町の名物として町内の複数飲食店が提供している。北海道ではその他浦河町や小平町鬼鹿、名寄市などにこれが派生したスタイルのカツ丼を出す店舗が存在しており、浦河町は青海苔をかけたスタイル、鬼鹿はビッグサイズのカツを乗せた物が人気となっている。
群馬県安中市の「タルタルカツ丼」は、醤油ダレがかかったトンカツの上にタルタルソースが乗せられている。また、トンカツに醤油をかけた「醤油カツ丼」が、岐阜県中津川市や福井県大野市など、店舗単位では全国各地に存在する。

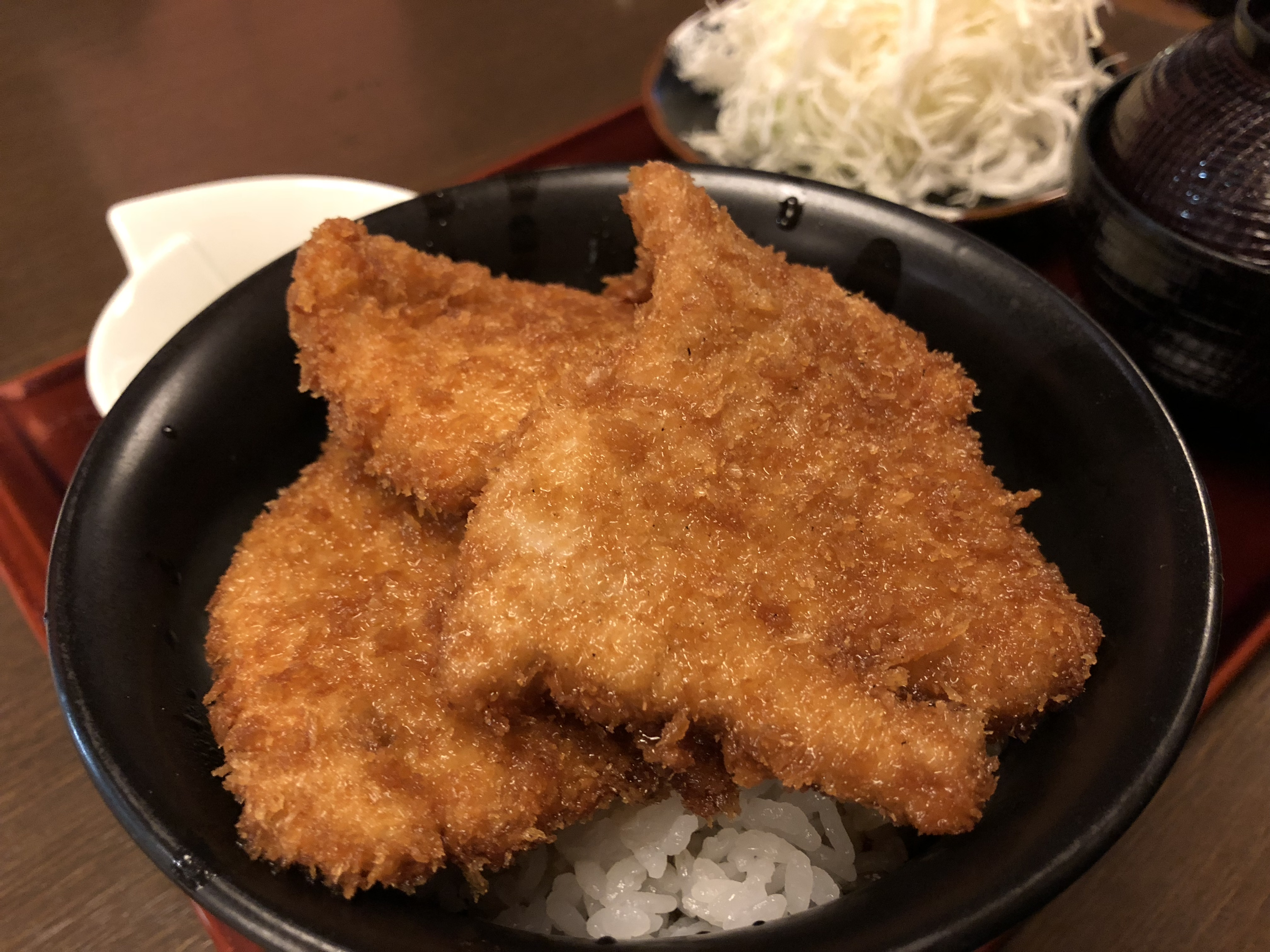
醤油ダレで味付けした、新潟県の醤油だれカツ丼
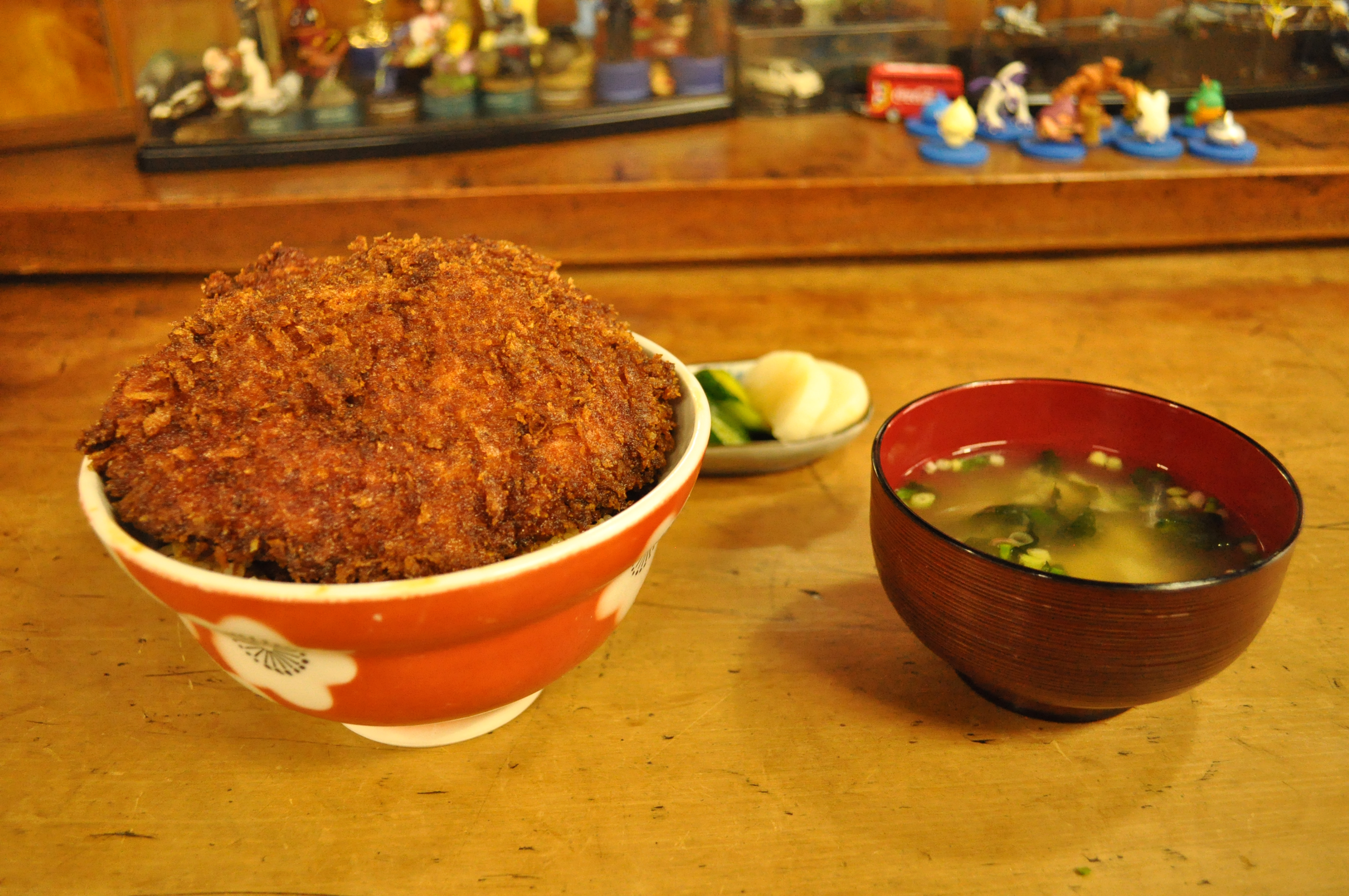
甘めの醤油ダレに浸したカツを丼飯に載せたもの（埼玉県）
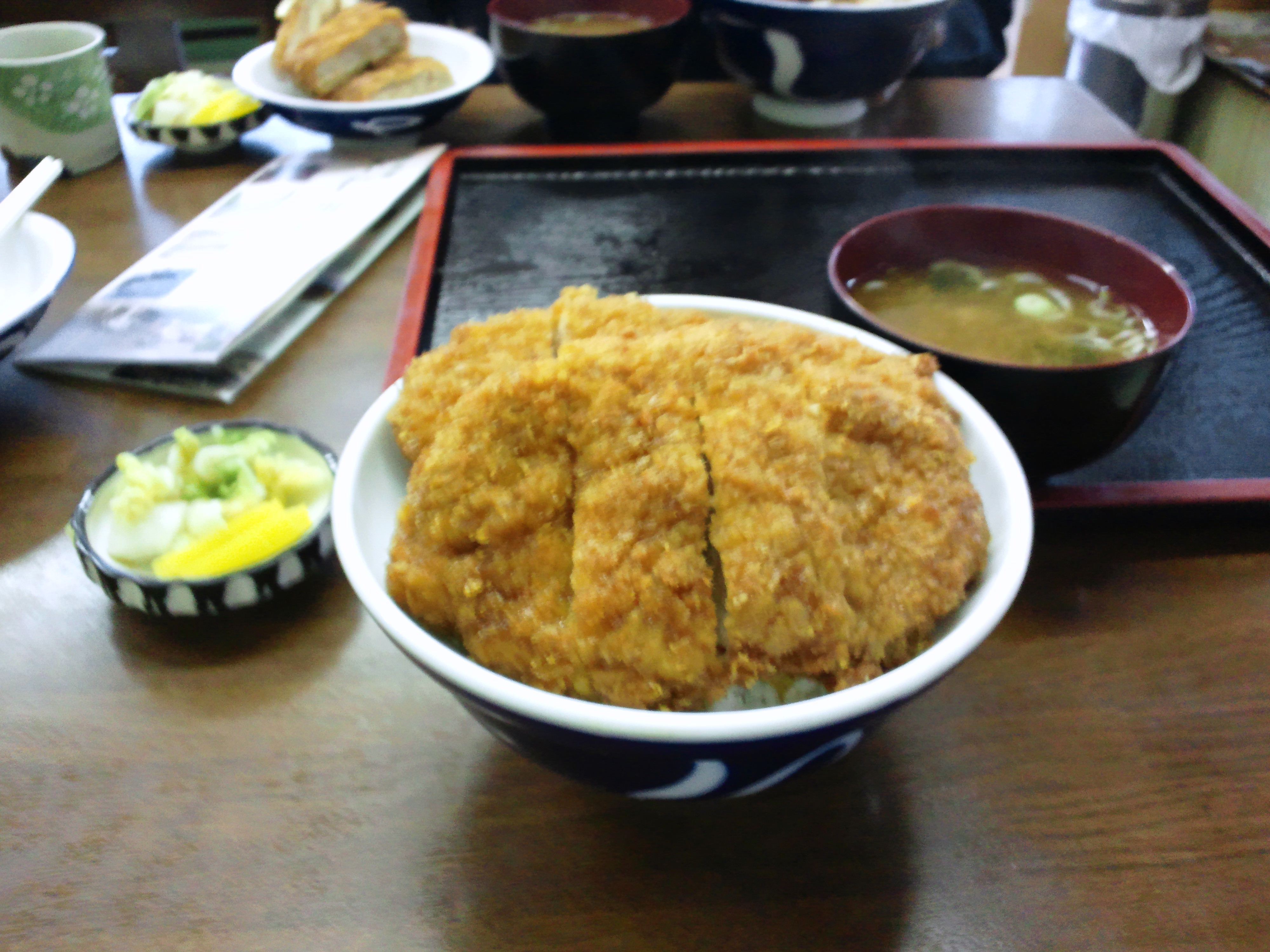
下仁田カツ丼（醤油タレ）
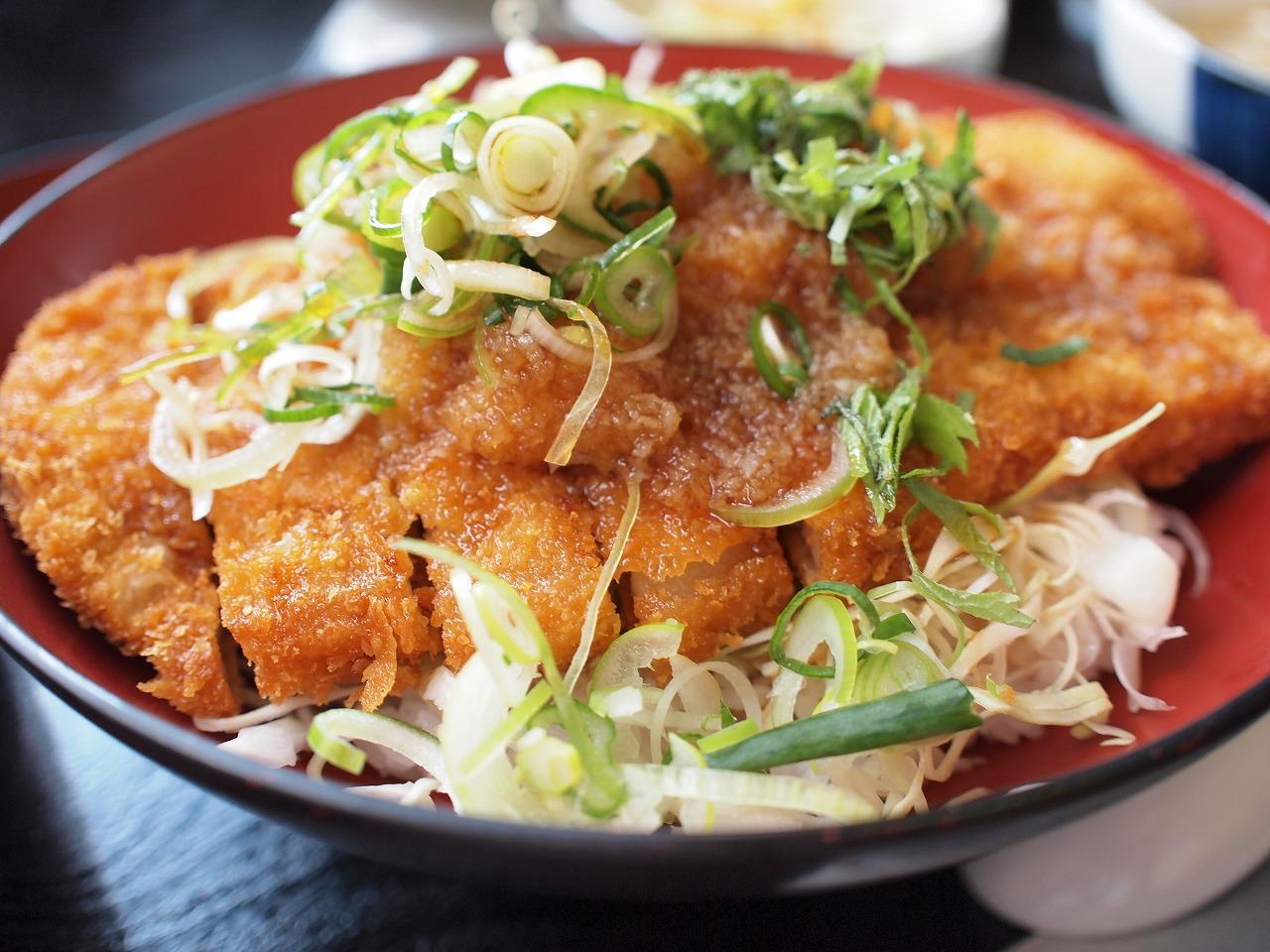
キャベツを敷いた上に醤油味のカツを置き、大根おろしとネギを載せたもの

### 味噌

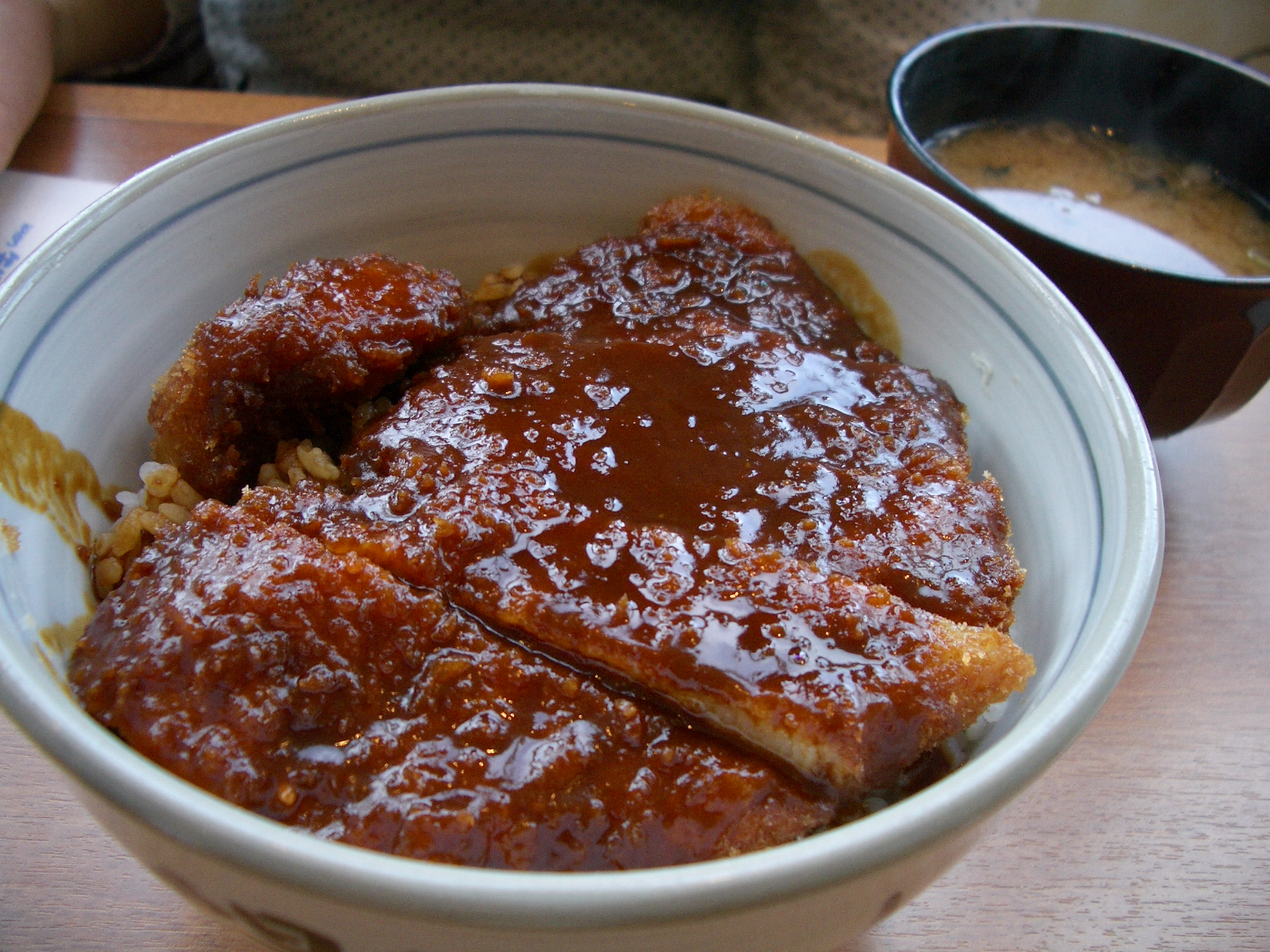
みそかつ丼

愛知県名古屋市周辺では卵とじのカツ丼以外にも、八丁味噌を用いた郷土料理の味噌カツからの派生である「味噌カツ丼」が提供されている。味噌カツ丼は全国チェーンのかつやや松乃家などでもメニューに採用されており、東海地方以外の地域においても一定の認知度を獲得している。

### 餡

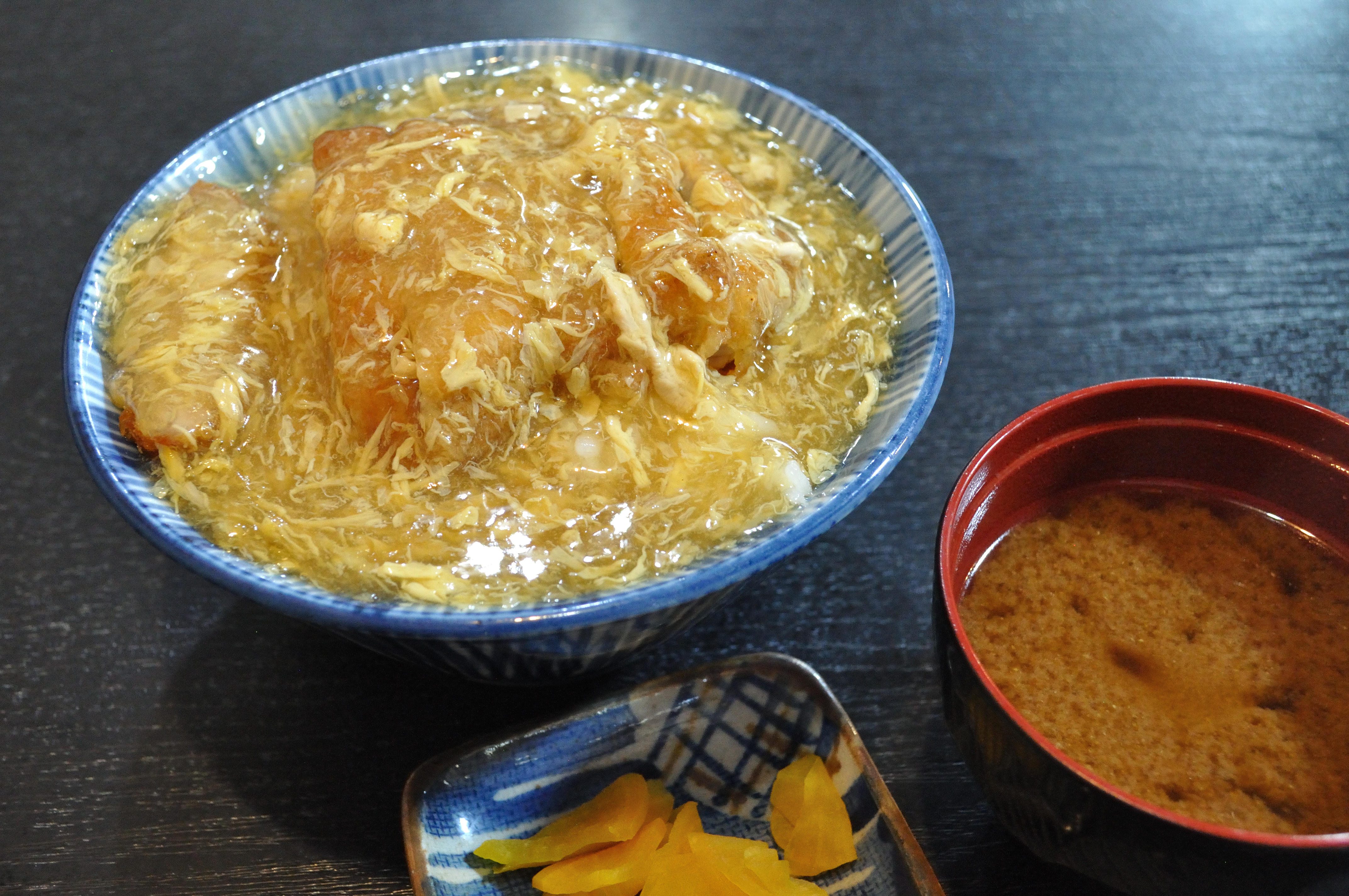
玉子餡のかかったかつ丼の一例（瑞浪市）

豚カツにとろみのある餡をかけるスタイルのカツ丼。
醤油餡や甘酢餡をかけた「あんかけカツ丼」があり、地方によってバリエーションが異なる。溶き卵が入った餡をかける岐阜県瑞浪市のものは、当時貴重品だった卵を多く使わないように考案されたことによる。
ウスターソース味の餡をかける岩手県一関市（旧千厩町）のものは、つゆが飯にしみないように考案されたもの。
静岡県富士市では、平皿に盛ったご飯の上にゆでキャベツと豚カツをのせ、溶き卵をそばつゆで伸ばしたものをかけた料理が「かつ皿」という名称で提供されている。
また中華料理店などでは、平皿に盛った白飯とカツの上に中華風の野菜餡をかけたものが「中華風カツ丼」といった名称で提供される例も散見される。

### 野菜炒め

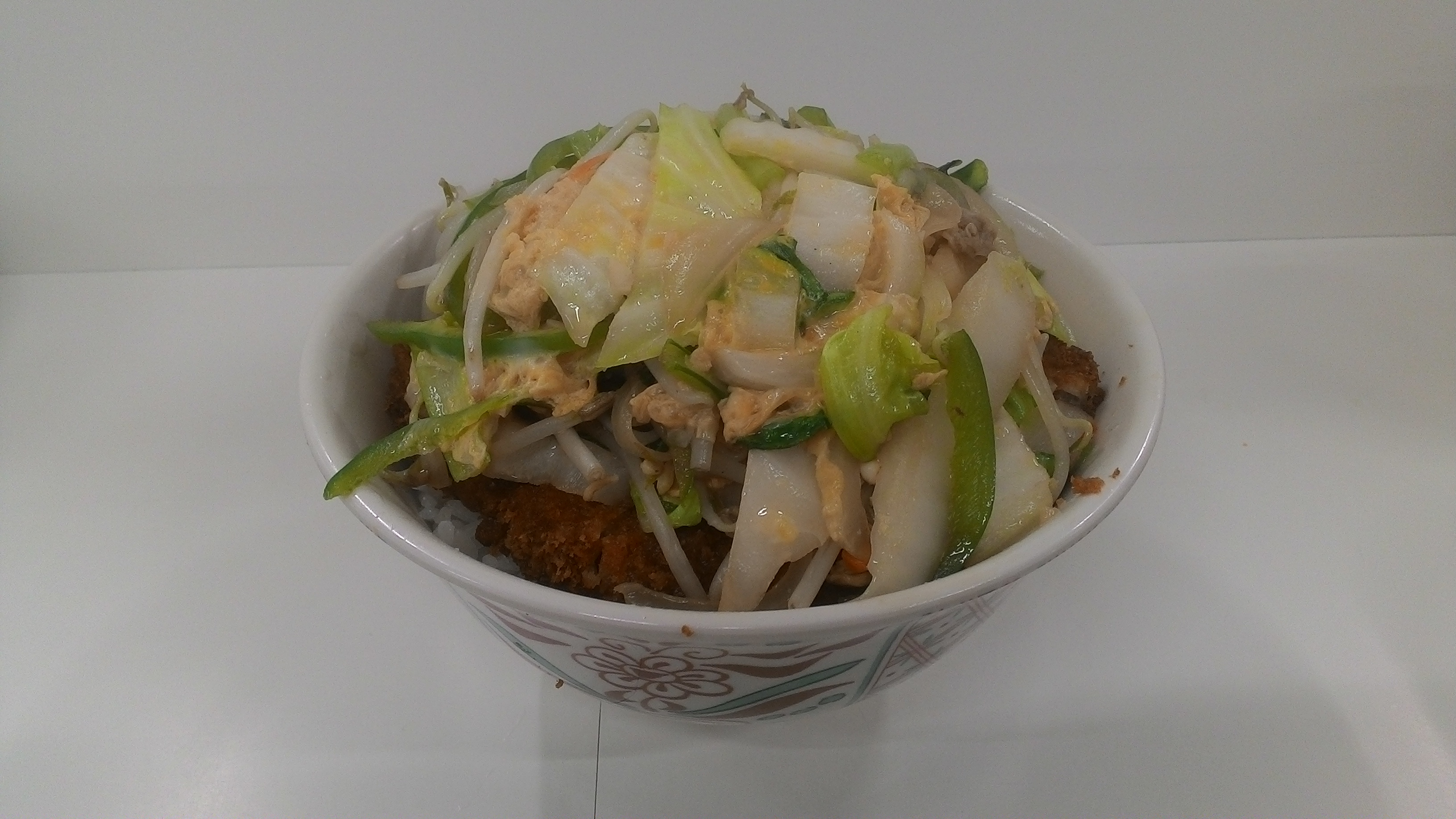
沖縄県のカツ丼

沖縄県の大衆食堂に見られるカツ丼は、カツの上（または下）に、ニンジン、タマネギ、ピーマン、キャベツ、白菜、ニラ、もやし、レタス、青菜など野菜の炒め煮を大量に盛り付ける。とんかつは煮込まず揚げたままの状態で載せられ、卵は野菜炒めの一部と化して綴じきれていないことが多い。また沖縄においては、本土風の卵とじカツ丼においてもニンジン、ニラ、ピーマン、青ネギなどの野菜が高頻度で使用され、他府県で一般的なタマネギだけを用いるカツ丼に出会うことは稀である。

### その他

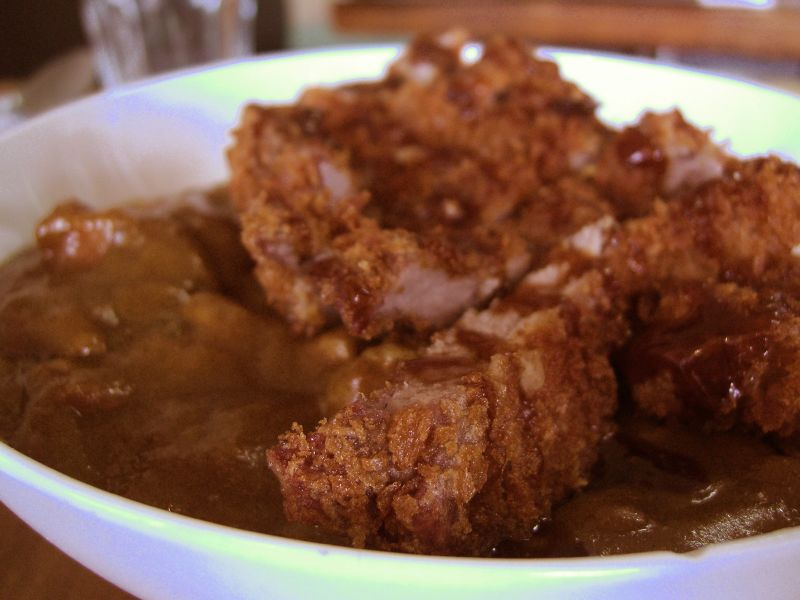
カレーカツ丼

愛知県知多市岡田では、甘辛い醤油だれに浸したカツの上に目玉焼きを載せる独特のスタイルのかつ丼が提供されている。
丼飯の上に下味以外に味を付けていないトンカツと大根おろしを乗せ、好みで一味唐辛子、七味唐辛子、白醤油、濃口醤油、ポン酢、刻み海苔、刻みネギなどをかけて食べる「おろしカツ丼」は、大阪周辺では一般的なメニューになりつつある。「別れ」（具を丼飯の上に乗せず、調理時の手鍋に入れたままの状態）で供する店も多く、冷製のものもある。
カツカレーに類似した「カレーカツ丼・カツカレー丼」も、一部で提供されている。カレーはカレー丼にならって出汁とかえしで和風に味付けしたり、うどん粉でとろみをつけたものを使ったり、醤油やソースをベースにスパイスを加えたカレー風味ダレにするなど、和風の味付けにする場合もある。
そのほかにも、店舗によって様々な変わり種のカツ丼が存在する。
- 塩ダレをかけたもの、もしくはタレを使わずトンカツに塩味をつけて揚げる「塩カツ丼」（とんかつ 坂井精肉店 高田馬場店など東京の一部店舗）。
- クリームシチューをかけた「クリームシチューかつ丼」が、ほっともっとで販売されたことがある[26]。
- トマトとタマネギなどを煮た酸味のあるソースをかける「トマトカツ丼」。かつては類似のメニューとして、がんこの丼専門店「あまどん」ではチーズを加えた「イタリアンかつ丼」が販売されていた[27]。
- オムライスの上にカツをのせ、ソースをかけた洋食である洋風カツ丼が東京で創作され、福井に伝わり「ボルガライス」として福井県武生市 (現：越前市武生地区) のご当地グルメとして販売されている。

## カツ丼にまつわるエピソード

### 刑事ドラマやコント
日本の刑事ドラマにおける定番の描写に、被疑者の取調べ中の食事として警察署内でカツ丼を食べるというものがある。刑事がポケットマネーで店屋物のカツ丼をとってやると、被疑者はそれを食べながら「私がやりました」と犯行を自供する、というパターンが典型例である。
久松静児監督、森繁久弥主演による1955年製作の映画『警察日記』で、取調中に警官が丼物を振る舞う場面が初出とされる。その後、小杉勇監督の映画『刑事物語』シリーズ第3作『灰色の暴走』（1960年）、連続テレビドラマ『七人の刑事』（1961年 - 1969年）、バラエティー番組『シャボン玉ホリデー』（1961年 - 1972年）など、1960年代に相次いで「刑事が被疑者にカツ丼を食べさせる」描写が登場している。
これらはあくまで事実とは異なるフィクションで、留置中の被疑者については警察署から弁当が用意されており、留置場での食事時間が必ず取られている。また、丼を投げつけるなどして警察官がひるんだ隙をついて逃走される可能性もある事から、取調室で食事が出されることはない。ただし任意同行時などでの逮捕前の取調べで出前を頼むときに、被疑者の選択でカツ丼を選ぶことが出来る場合はあるが、その費用は被疑者の自己負担となる。なお、警察官が費用負担した場合は利益誘導として裁判の際に供述の任意性が否定される場合がある。
ただし、過去に実際の取調べでも刑事が出前を取り寄せるケースがかなりあった。戦前及び戦後間もなくは取調中に店屋物を注文するケースもあり、一例としては平沢貞通が帝銀事件容疑で小樽警察署へ任意同行後逮捕された際に刑事の回想で「昼食に天丼が差し入れられたが平沢は箸を付けず、僕が一人で食べた」とある。また、小林多喜二の『一九二八年三月十五日』には、容疑者を予審に回す時に、「取調べに当った司法主任や特高は自腹（？）を切って、皆に丼や寿司などを取り寄せてご馳走した」（全集第2巻、p202）という記述がある。
2006年9月6日、埼玉県警所沢警察署の警部が、暴力団関係者である被疑者に「接見室ではなく取調室で家族と接見させる」「被疑者の両親の知人が持ち込んだカツ丼を取調室で食べさせる」（県警の規定では食事は留置場内で取ることとなっていた）などの便宜を図り、減給10分の1（3か月）の懲戒処分を受けた（この警部は同日に依願退職）。
筑波昭(2002)『連続殺人鬼大久保清の犯罪』 (新潮OH!文庫)によると、昭和46年に群馬県で起こった、連続女性暴行殺害事件の犯人である大久保清も、逮捕状は出ておらず、あくまで参考人としての任意同行という形だったためか、警察署でカツ丼を食べていることが書かれている。
こうしたことからか、2008年、警察庁で平成20年度「警察捜査における取調べ適正化指針」を発表し、事実上カツ丼の提供は禁止されるに至った。若林計志（2011）『プロフェッショナルを演じる仕事術』では、これは裏を返せば文章で通達しなければいけないほど、そういう事実があったという事を物語っているとしている。
2016年10月、兵庫県庁前で、半世紀近く営業を続け、兵庫県警の留置場などにできたての麺類やカツ丼など丼物を出前していた神戸市中央区のそば店「翁（おきな）そば」が閉店している。2018年には福島県猪苗代町の中ノ沢温泉にある旅館「磐梯西村屋」が運営する出前食堂「小西食堂」で、ドラマのような取調べを体験できるカツ丼屋「出前カツ丼専門店取調べ室」を催している。

### ゲン担ぎ
受験生やスポーツ選手がビフテキと共に食べる「敵」に「勝つ」という験担ぎが存在する。
競馬や競輪、競艇、オートレースとそれらの場外投票券売場など公営競技関係の施設では、ギャンブルで「勝つ」という験担ぎと洒落を込めてカツ丼を「勝丼」と称し提供する飲食店がある。

### 関連書籍
- 川原泉『甲子園の空に笑え!』（白泉社）
- 原宏一『かつどん協議会』（幻冬舎文庫）
- ジェシカ・クーパー編／石毛直道、山下諭一訳『人類学者のクッキング・ブック』（平凡社）